# 皇岗公园
皇岗公园又名皇岗双拥公园，位于深圳市福田区福强路2002号，为深圳一所市政公园，于1996年12月启动投资建设。景区内有皇岗亭、皇岗公园广场、弈园等景点。公园东邻皇岗公园街，南邻福强路，西邻益田路，北邻福民路，占地17.3公顷，顶峰鱼岭海拔52米。

## 概要
公园地处福田区水围村西南角、益田路与福强路夹角东北，环公园步行一圈需时约20分钟。公园有皇岗亭、积翠亭、奕园、休闲广场、东广场、健身径、网球场等景点和设施。
皇岗公园建设适逢益田村启用和驻港部队基地入驻，1997年9月开园。广深港高速铁路部分（深港连接段隧道）于公园地下通过，並設有通風大樓；而該隧道及通風大樓由港鐵公司代為建造。

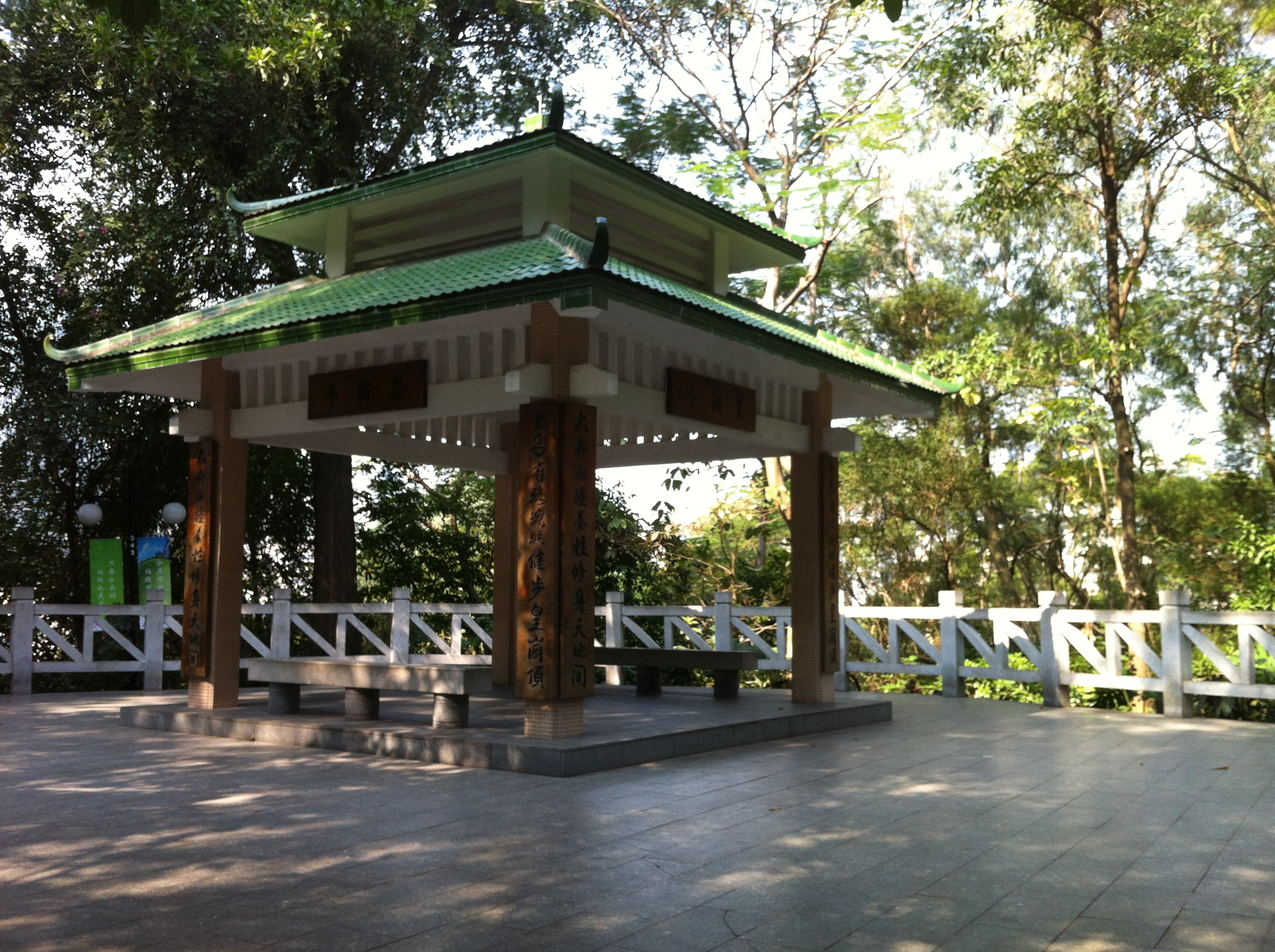
深圳皇岗亭

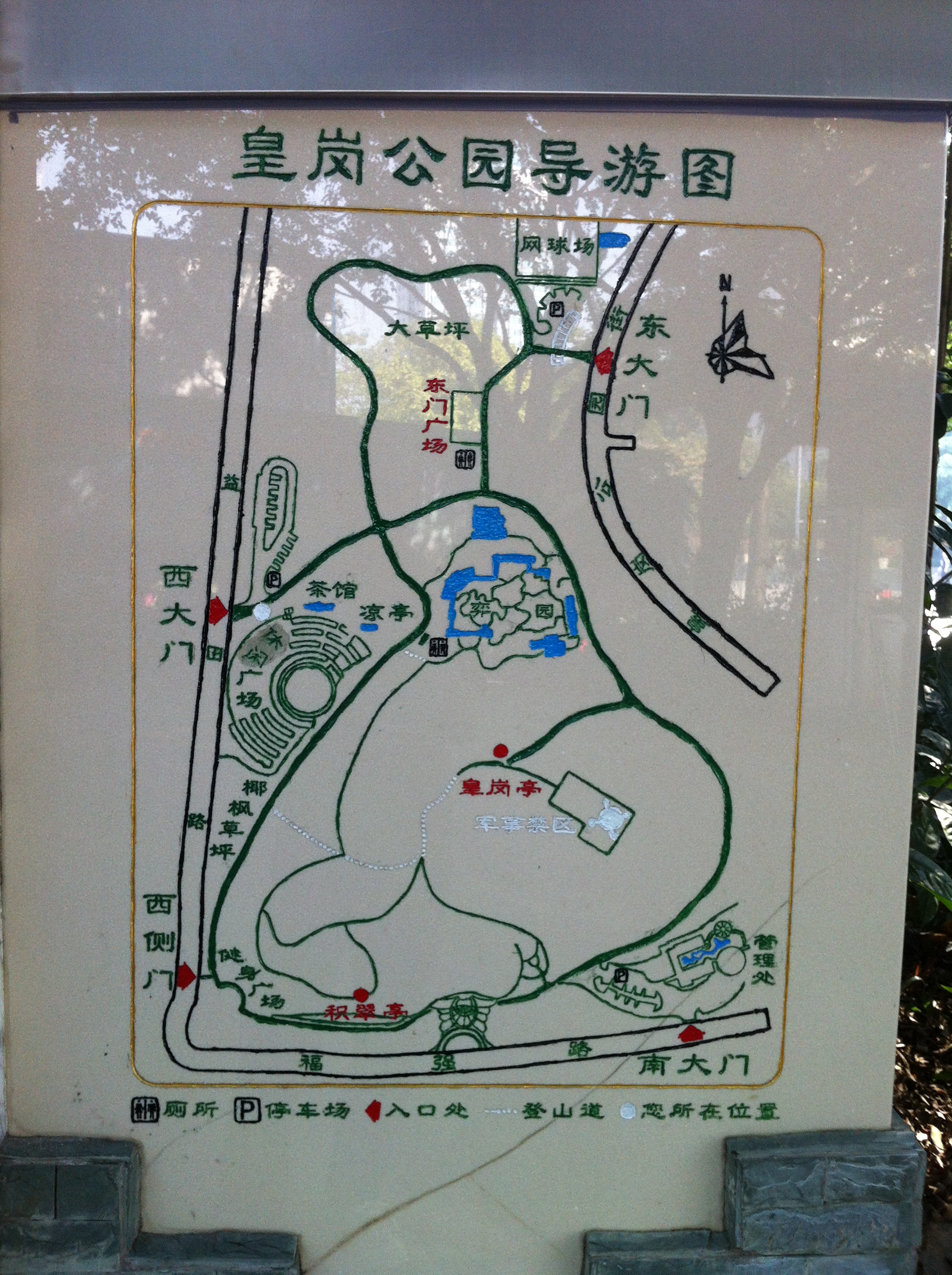
深圳皇岗公园地图

## 景点

### 皇岗亭
皇岗亭位于主峰，为4根柱廊中国式凉亭风格结构，坐西面东，向东及向南悬挂同款同内容竹制对联一副，刻有：

登高有路蜿蜒健步皇岗顶
大寿无疆养性修身天地间

### 休闲广场
皇岗公园休闲广场位于公园西南角，树立中国古代四大发明浮雕一座。

## 植物
皇岗公园植有鸡冠刺桐、阴香、樟、垂叶榕、小叶榕、黄花风铃木等乔木，以及四季桂等灌木，灰叶等草本。

## 公共交通
公共汽车站亭皇岗公园站位于皇岗公园南侧福强路上。